# إدوارد جاي كاشن
إدوارد جاي كاشن (بالإنجليزية: Edward J. Cashin)‏ هو مؤرخ أمريكي، ولد في 1927، وتوفي في 2007.